# 江川三郎八
江川 三郎八（えがわ さぶろうはち、1860年 – 1939年）は、日本の建築技師。岡山県庁在勤当時に国重要文化財の旧遷喬尋常小学校校舎（真庭市）や閑谷学校資料館（備前市）などを手がけた。“江川式建築”とされる木造大型施設は高く評価され、国重要文化財として保管されている建物が多い。

## 略歴
福島県会津若松の出身、会津藩士江川宗之進廣伴の三男。宮大工の修行をしたのちに、1887年（明治20年）福島県の建築技師となり、橋梁工事を担当。その後1887年に山口半六、1898年に妻木頼黄の指導を受ける。1901(明治34)年には久留正道から学校建築の指導を受けた。福島県で15年勤務したのちに1902年より岡山県に転任した。当時岡山県庁内の唯一の建築技師であったので、県議会議事堂や都窪郡役所（倉敷町）、総社警察署（現・総社市まちかど郷土館）などの数多くの公共施設の設計や工事監督を担った。岡山県下の教育施設や医療施設の建築にも携わった。64歳で県職員を依願退職後は、金光教団本部の嘱託技師となり、火災で消失した本部の再建に尽力した。また天満屋旧本館などの商業施設や個人住宅の設計も行ったとされる。

## 建築物の特徴
岡山県内の1902年（明治35年）- 昭和初期に建設された洋風木造建築物には際立った共通性が見られる。外観デザインはアメリカ風スティックススタイルで、正面から見ると左右対称のルネッサンス形式。このような建築に関与したのが江川三郎八とされる。西洋風建築の特徴を生かした学校や公的施設を次々と設計し、高く評価された。江川が手がけた建物は他にも残っているとみられるが、戦災などで資料が失われ不明な点も多いとされる。これらの特徴を備えた建築物は『江川式建築』と呼ばれる。

### 基礎
煉瓦積または石積の布基礎を使用している。基礎にアーチ状の通気孔を設置し鋳物製の込み入ったデザインの格子が嵌め込まれている。

### 外壁
腰部は、目板継の縦羽目板張としその上に下見板張を施行している。板張りの外壁に筋交い風の装飾をおくハーフチンバーなども特徴的、中世英国の建築様式に影響を受けた外観が特徴とされる。1-2階の間の外壁には胴蛇腹(コーニス)を配置している。

### 軒
軒天井が張ってあり軒下には仏教的デザインの雲形ないしアーチ型の持送りを設置している。

### 屋根
マンサード屋根または寄棟形式で和瓦が使用される。屋根窓や棟飾りを設置。棟飾りには五輪塔をモチーフにデザインしたものを使用した。

### 玄関
玄関口は建物中央に置き、凝ったアーチ状の装飾を天井から柱に設置した。

### 平面図
Ｉの字、またはコの字型の左右対称の平面構造の建築物が多い。8角形の遊戯室を採用した幼稚園もある。

### 内部
腰壁は縦羽目板の相決り継ぎ目の独特な構造。天井は格天井や二重折上げ格天井などを採用した。

### 構造
宮大工の修行をしていた影響で、柱や梁の継手、仕口、木材の性質にも精通し伝統的工法を習得していた。また中央省庁の建築講習会にも参加して洋風建築についても学び、自身でも模型作成や積載負荷試験を行うなと力学的治験も深めた。江川指揮の構造は、和洋ミックスした小屋組みと軸組み工法（石場建て工法に近い）とされる。

## 作品
- 興譲館高等学校の東館（岡山県井原市西江原町）-寄せ棟造りの屋根にドーマー（換気用窓）が付いていた[4][5][2]。
- 閑谷学校資料館（岡山県備前市）[1][3][2] 登録有形文化財
- 金光学園中・高校記念講堂（岡山県浅口市）[1][2]
- 旧赤坂高等尋常小学校本館校舎(旧誕生寺尋常高等小学校校舎)（岡山県赤磐市馬屋）岡山県の近代化遺産[3][2]
- 旧亀岡家住宅 1904(明治37)年頃(福島県伊達市保原町) - 重要文化財[1] [6]
- 旧遷喬尋常小学校校舎 1907(明治 40)年（岡山県真庭市）- 重要文化財[1][2]
- 旧旭東小学校附属幼稚園園舎 1908(明治 41)年（岡山県岡山市） - 重要文化財[1] [2]
- 高梁市立吹屋小学校(旧吹屋尋常高等小学校本館) 1909(明治 42)年 高梁市[2]
- 旧総社警察署 1910(明治 43)年 総社市[2]
- 旧勝田郡役所 1912(明治 45)年 勝央町[2]
- 旧平井医院 1914(大正 3)年 瀬戸内市[2]
- 旧倉敷小学校附属幼稚園園舎（現倉敷市歴史民俗資料館） 1915(大正 4)年 倉敷市[2]
- 旧矢掛中学校明治記念館 1915(大正 4)年 矢掛町[2]
- 旧倉敷町役場（現倉敷館） 1916(大正 5)年 倉敷市[2] ※江川の弟子・小林篤二説あり[7]
- 金光教徒社 1916(大正 5)年 浅口市[2]
- 旧永井歯科医院 1916(大正 5)年 和気町[2]
- 定金家住宅 1917(大正 6)年か 浅口市[2]
- 旧長田医院 1918(大正 7)年 瀬戸内市[2]
- 木山神社拝殿 1918(大正 8)年 真庭市[8]
- 旧土居銀行本店 1920(大正 9)年 津山市[2]
- 中村医院 1921(大正 10)年 倉敷市[2]
- 金光教修徳殿講堂（現金光教学院広前） 1926(大正 15)年 浅口市[2]
- 金光教教義講究所校舎（現金光教学院校舎） 1928(昭和 3)年 浅口市(生い立ちの記にある女子部自習室３棟、食堂、炊事場、浴室は既に解体され別の建物になっている。)
- 金光教教学研究所 1930(昭和 5)年 浅口市[2]
- 旧中備素麺同業組合事務所 1930(昭和 5)年 笠岡市[2]
- 旧勝間田農林学校本館(1923 年) [9]
- 須賀川橋 1892年（福島県須賀川市） - 2代目

## リンク
- 清水重敦「014 「橋」としての建築 －高梁市立吹屋小学校の調査から－」『奈良文化財研究所紀要』第2005巻、文化財研究所奈良文化財研究所、2005年6月、21-21頁、CRID 1050564287366237056、doi:10.24484/sitereports.14507-10208、hdl:11177/726、ISSN 1347-1589。